# INSL4
INSL4 (англ. Insulin like 4) – білок, який кодується однойменним геном, розташованим у людей на короткому плечі 9-ї хромосоми. Довжина поліпептидного ланцюга білка становить 139 амінокислот, а молекулярна маса — 15 445.
| 10         |  | 20         |  | 30         |  | 40         |  | 50         |
| ---------- |  | ---------- |  | ---------- |  | ---------- |  | ---------- |
| MASLFRSYLP |  | AIWLLLSQLL |  | RESLAAELRG |  | CGPRFGKHLL |  | SYCPMPEKTF |
| TTTPGGWLLE |  | SGRPKEMVST |  | SNNKDGQALG |  | TTSEFIPNLS |  | PELKKPLSEG |
| QPSLKKIILS |  | RKKRSGRHRF |  | DPFCCEVICD |  | DGTSVKLCT  |  |            |

A: Аланін

C: Цистеїн

D: Аспарагінова кислота

E: Глутамінова кислота

F: Фенілаланін

G: Гліцин

H: Гістидин

I: Ізолейцин

K: Лізин

L: Лейцин

M: Метіонін

N: Аспарагін

P: Пролін

Q: Глутамін

R: Аргінін

S: Серин

T: Треонін

V: Валін

W: Триптофан

Кодований геном білок за функцією належить до гормонів. 
Секретований назовні.